# Anne Henning
Anne Elizabeth Henning (Raleigh, 6 settembre 1955) è un'ex pattinatrice di velocità su ghiaccio statunitense.

## Palmarès
Olimpiadi
- 2 medaglie:
  - 1 oro (500 metri a Sapporo 1972)
  - 1 bronzo (1000 metri a Sapporo 1972).

Mondiali - Sprint
- 1 medaglia:
  - 1 argento (Inzell 1971).